# Renate Bade
Renate Bade (* 12. April 1938) ist eine deutsche Filmeditorin.
Sie wirkte von Anfang der 1970er Jahre bis 1993 als Schnittmeisterin beim DDR-Filmunternehmen DEFA. In dieser Zeit war sie für den Filmschnitt von 17 Produktionen verantwortlich. 

## Filmografie (Auswahl)
- 1974: Wahlverwandtschaften
- 1977: Tambari
- 1978: Severino
- 1979: Schneeweißchen und Rosenrot
- 1980: Alle meine Mädchen
- 1980: Das Mädchen Störtebeker (TV-Serie)
- 1981: Wäre die Erde nicht rund
- 1983: Martin Luther
- 1986: Treffpunkt Flughafen (Fernsehserie, 8 Folgen)
- 1987: ...und ich dachte, du magst mich
- 1988: Rapunzel oder Der Zauber der Tränen
- 1988: Schwein gehabt